# Paul-Ambroise Frère de Villefrancon
Paul-Ambroise comte de Frère de Villefrancon (Besançon, 20 juin 1754 - Besançon, 27 mars 1828) est évêque de Besançon.

## Biographie
Issu d'une famille noble de la province, il est très tôt destiné à une carrière ecclésiastique. Après des études en Sorbonne et à Saint-Sulpice, il est ordonné prêtre et, dans la foulée chanoine du chapitre cathédral et vicaire général de Besançon, à l'âge de 24 ans. A la proclamation de la constitution civile du clergé, il part en exil avec l'archevêque Mgr de Durfort et deux autres vicaires généraux Franchet de Rans et de Chaffoy. À la mort de celui-ci, en 1792, il est un des administrateurs du diocèse. Après le Concordat de 1801, il regagne Besançon et refuse l'évêché de Saint-Flour proposé par le Premier Consul. Pendant l'Empire, il est un des animateurs du Comité des conseils, comité clandestin de prêtres réfractaires et de nobles royalistes qui s'opposent à l'action de l'archevêque concordataire, Mgr Claude Le Coz.

### Évêque
En 1817, il est nommé évêque coadjuteur de Mgr Gabriel Cortois de Pressigny, à qui il succède en mai 1823.
Pair de France à partir de 1823.
Sous son épiscopat a lieu la grande mission de Besançon (janvier-février 1825), dont l'un des objectifs est de faire oublier, en les dépassant, les fastes des fêtes révolutionnaires.

## Sources
- René Surugue, Les archevêques de Besançon : biographies et portraits, Besançon, 1931 ;
- Maurice Rey (sous la dir.), Histoire des diocèses de Besançon et de Saint-Claude, Paris, Beauchesne, 1977 ;
- Gaston Bordet, La grande mission de Besançon, Paris, Cerf, 1998 ;
- Jean-Marie Thiébaud, Histoire et généalogie de la famille Frère de Villefrancon, XVIe – XIXe siècles, Pontarlier, Besançon, Dole et Villefrancon, Pontarlier, 1992.